# Dioxys lanzarotensis
Dioxys lanzarotensis är en biart som beskrevs av Borek Tkalcu 2001. Dioxys lanzarotensis ingår i släktet Dioxys och familjen buksamlarbin. Inga underarter finns listade i Catalogue of Life.